# Ampulex major
Ampulex major là một loài côn trùng cánh màng trong họ Ampulicidae, thuộc chi Ampulex. Loài này được Kohl miêu tả khoa học đầu tiên năm 1893.